# Ansamblul de arhitectură balneară II din Băile Herculane
Ansamblul de arhitectură balneară II din Băile Herculane este un ansamblu de monumente istorice aflat pe teritoriul orașului Băile Herculane.

## Galerie

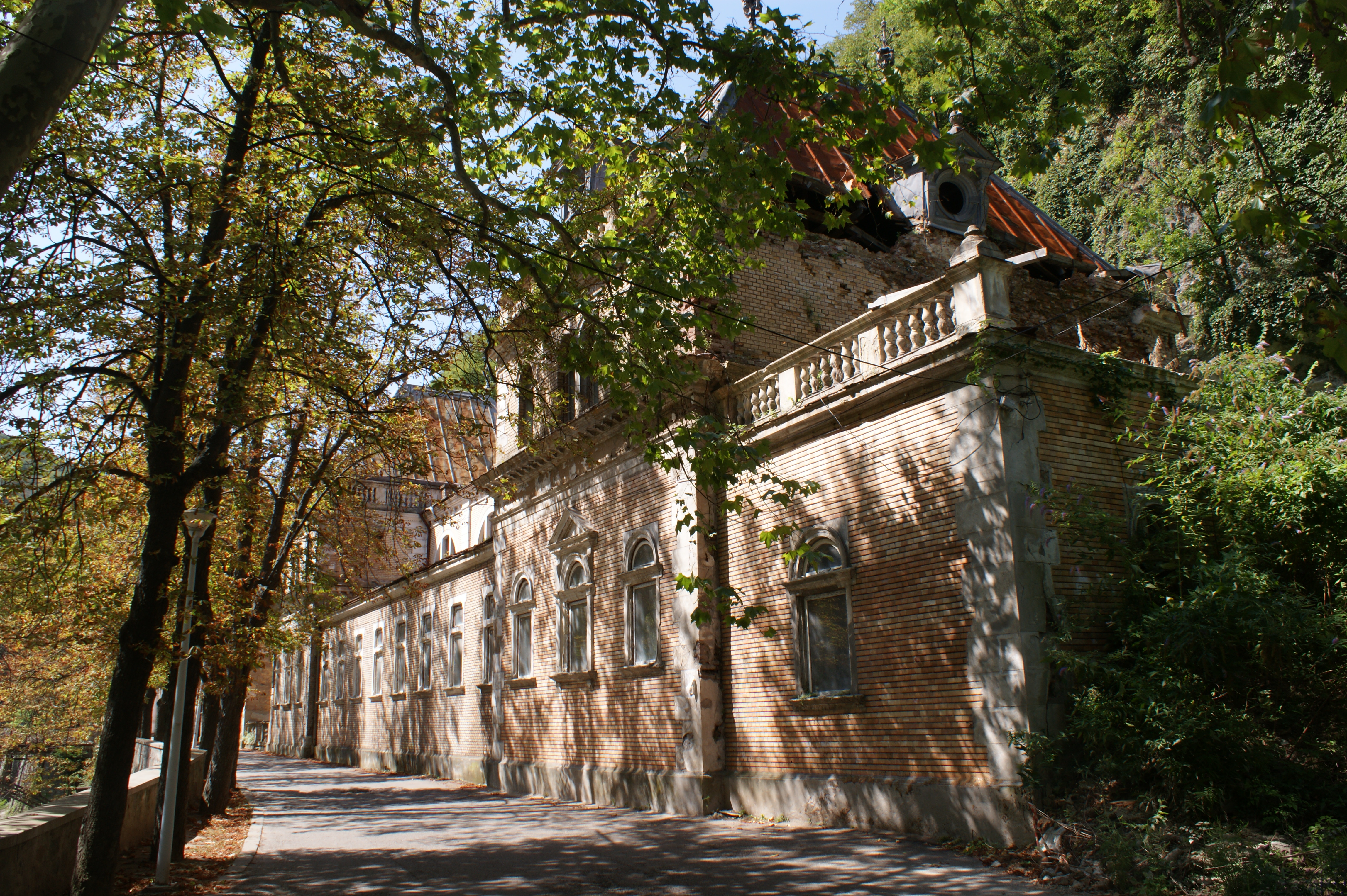
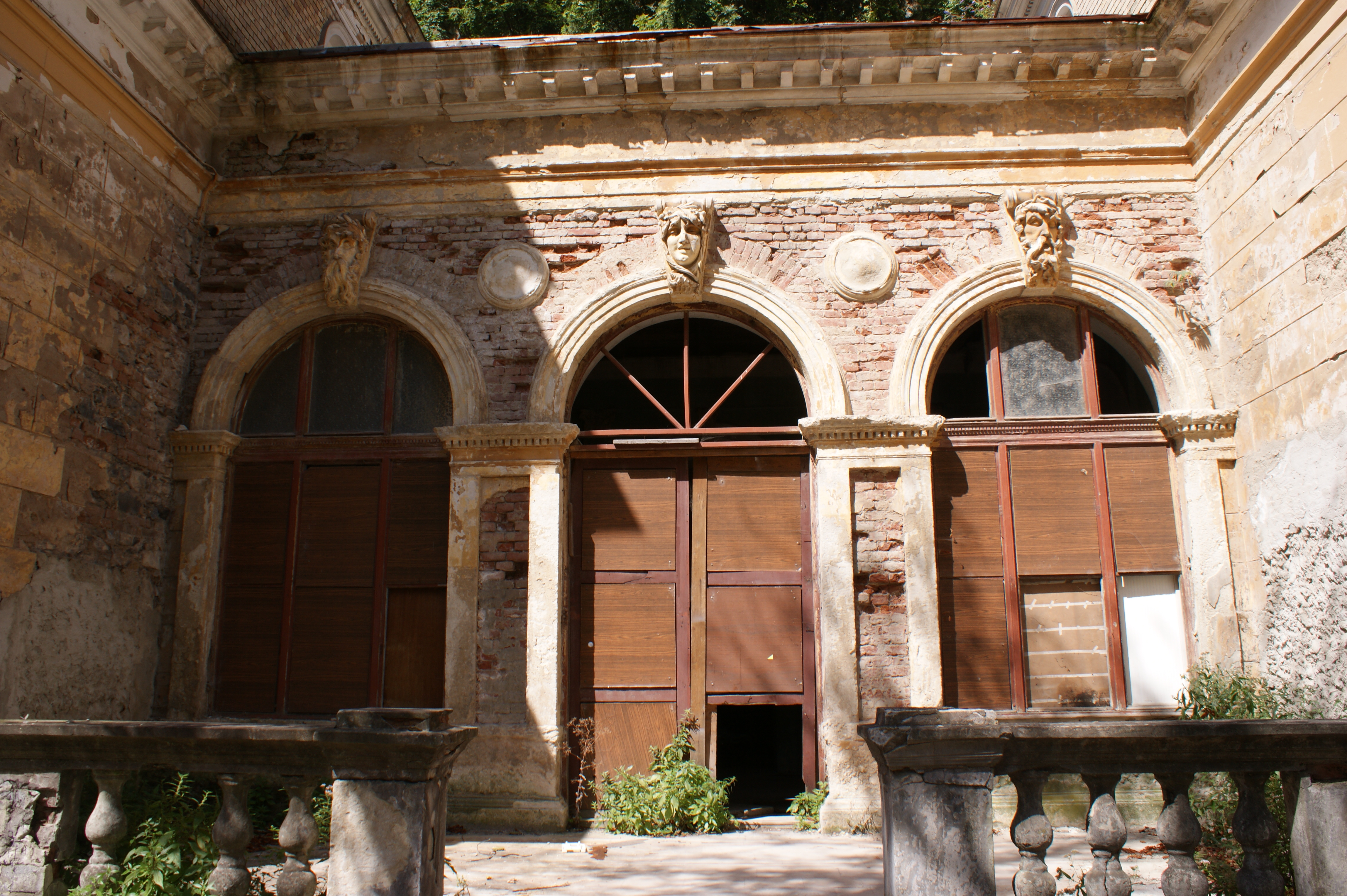
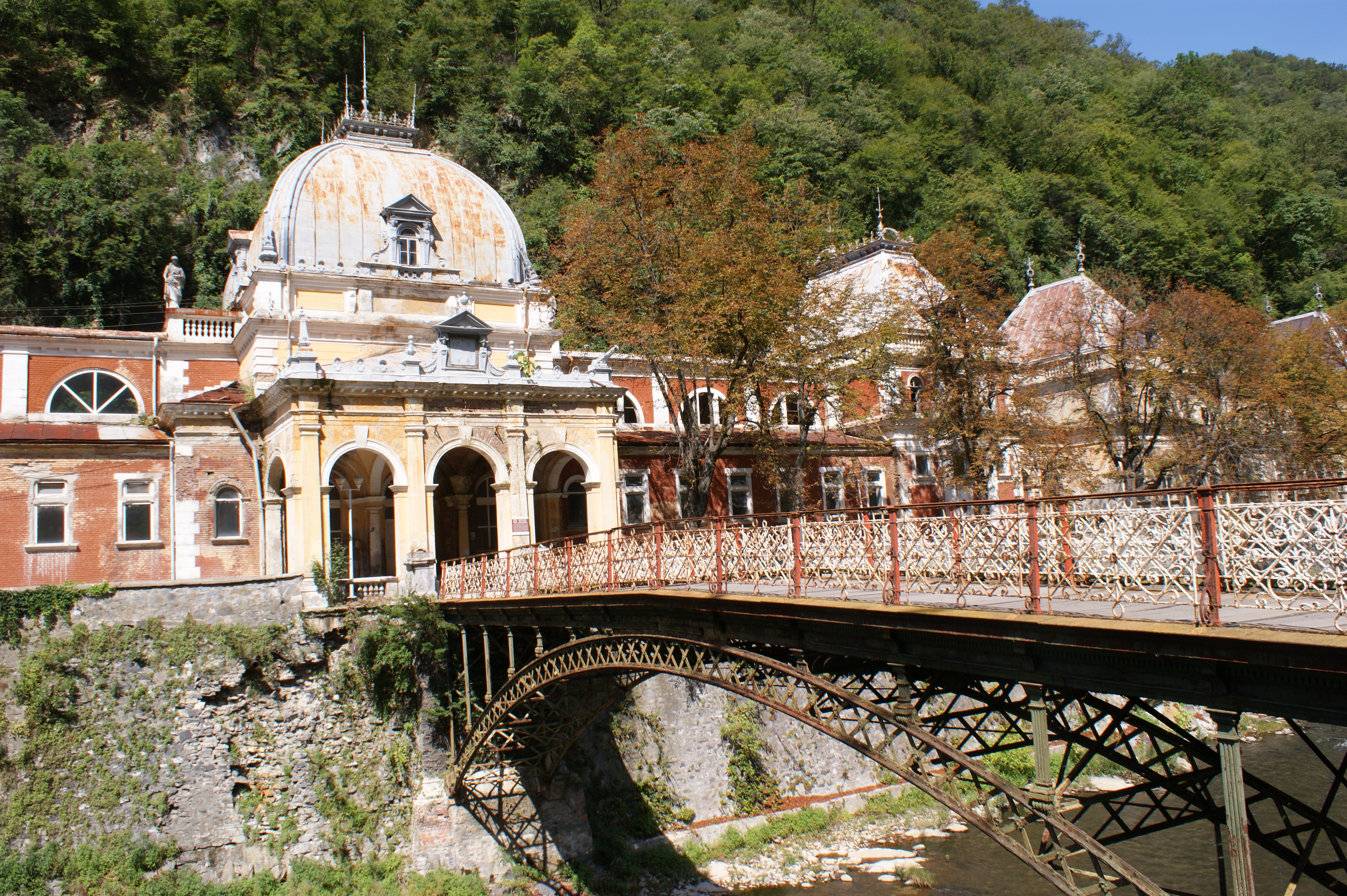
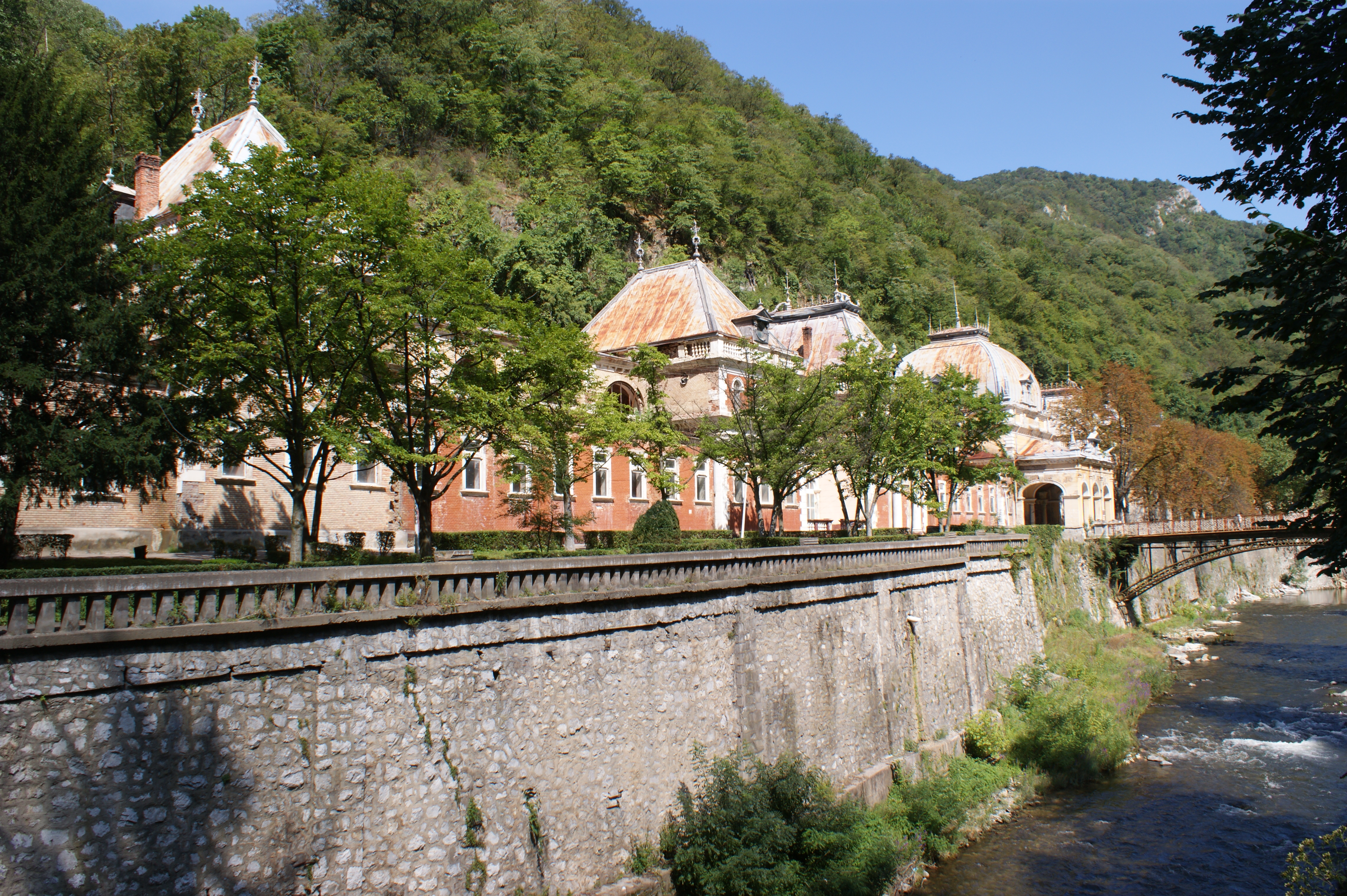
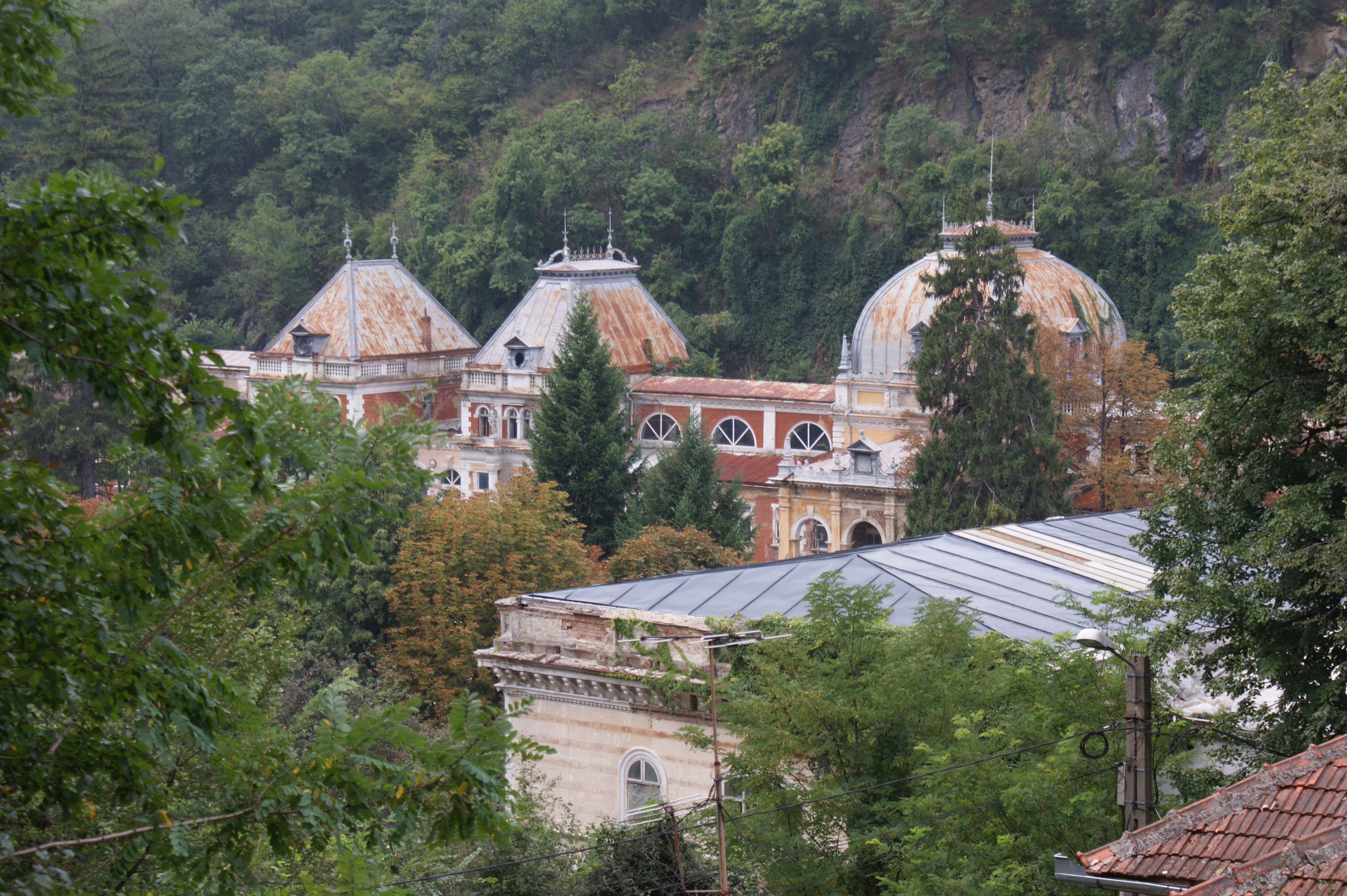
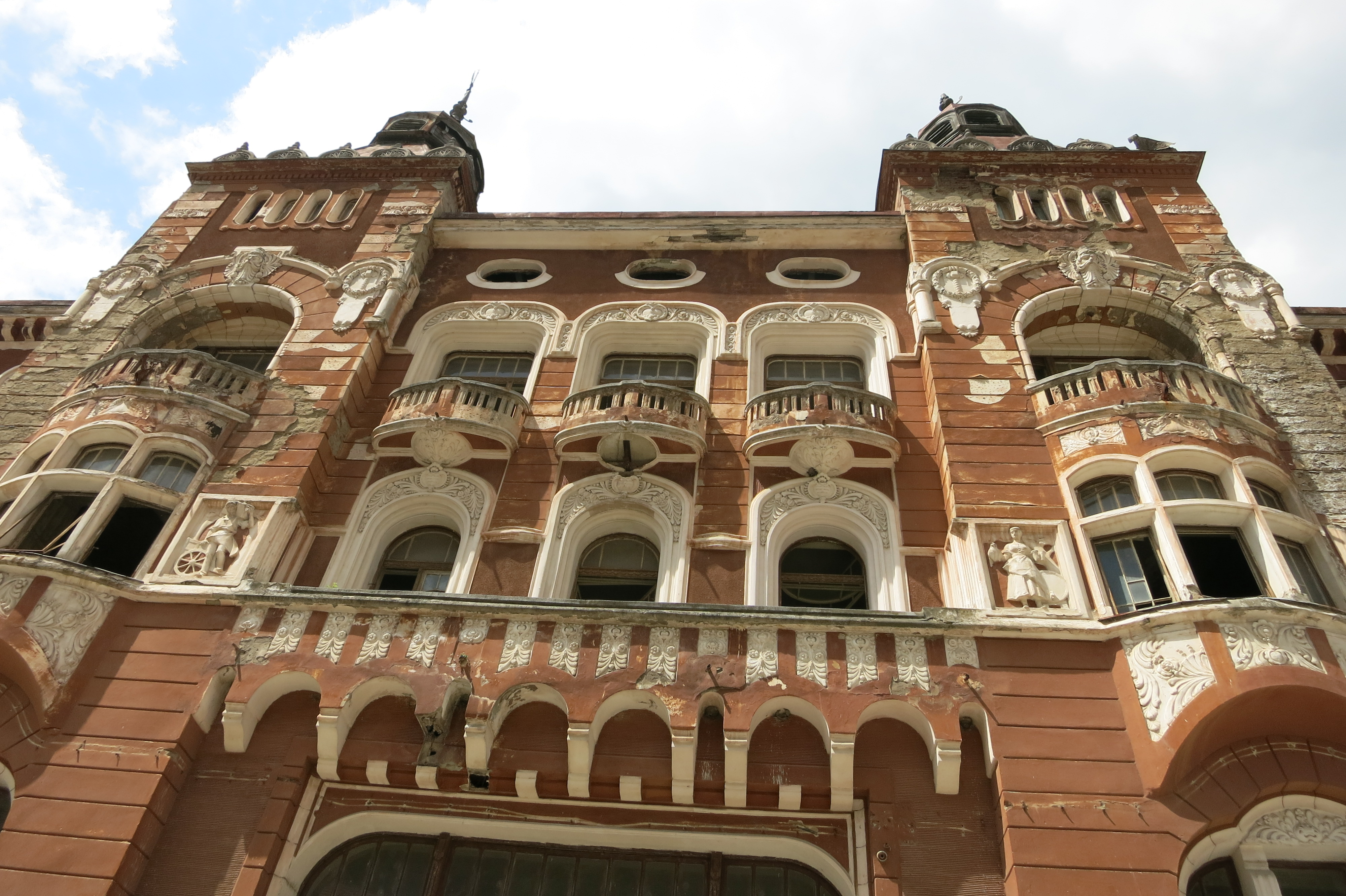